# Jaume Coll Mariné
Jaume Coll Mariné (Muntanyola, 1989) és un poeta català i baixista i contrabaixista al grup de pop-rock Obeses. Llicenciat en filosofia, s'ha doctorat amb una tesi sobre la figura de Segimon Serrallonga. Forma part del consell de redacció de les revistes Reduccions i La Lectora.El 2017 va guanyar per unanimitat del jurat la 55a edició del Premi Ausiàs March de poesia pel seu poemari  Un arbre molt alt.. L'abril del 2019 va rebre el premi Cavall verd - Josep Maria Llompart de l'AELC al millor llibre de poesia publicat el 2018, també per Un arbre molt alt. El 2020 va guanyar el premi Jordi Domènech de traducció de poesia per la traducció de Memorial, d'Alice Oswald. El 2022 va guanyar el III Premi Verdaguer de Recerca amb el projecte d’edició i estudi de Los jardins de Salomó. Càntic dels càntics de Jacint Verdaguer (OCEC, Sèrie B, 33).

## Obra
- Quanta aigua clara als ulls de la veïna (2014: Edicions de 1984)[8]
- La gata groga (2015: Els Papers Díscols). Il·lustracions de Mia Coll Mariné.
- Un arbre molt alt (2018: Edicions 62). Premi Ausiàs March de poesia. Premi Cavall verd - Josep Maria Llompart de poesia.
- Memorial : una excavació de la Ilíada   (2020: Cafè Central; Eumo Editorial).[9]
- Los jardins de Salomó. Càntic dels càntics (2022: Obra Completa en Edició Crítica, Sèrie B, 33).

## Discografia amb Obeses
- Obesisme Il·lustrat (2011)
- Zel (2013)
- Monstres i Princeses (2015)
- Verdaguer: Ombres i Maduixes (2017)
- Fills de les estrelles (2018)
- L'Ai al Cor - Sístole (2024)